# Брежицький замок
Брежичанський замок або Замок Брежице або Град Брежице (словен. Grad Brežice, нім. Schloss Rann) — замок, побудований у XVI столітті в Брежиці, в південно-східній Словенії, за адресою Cesta prvih borcev 1.
Як і з містом, назва замку походить від множини словенського слова breg (берег), що відноситься до близьких річок Сава та Крка.

## Історія
Дерев'яні укріплення були присутні на місці задовго до 1241 року, коли вперше згадується Брежиці (тоді відомий як Gradišče). Каструм був вперше згаданий у 1249 році; попередник нинішнього замку, ймовірно, був побудований в кінці XII століття, коли Брежице стало адміністративним і економічним центром маєтків Архієпископства Зальцбурга в  Долині нижньої Сави. На додаток до гарнізону, в замку були монетний двір і судові палати. Замок (так само як і навколишній населений пункт) тоді був відомий за німецькою назвою  Rain  (що означає річкові береги).

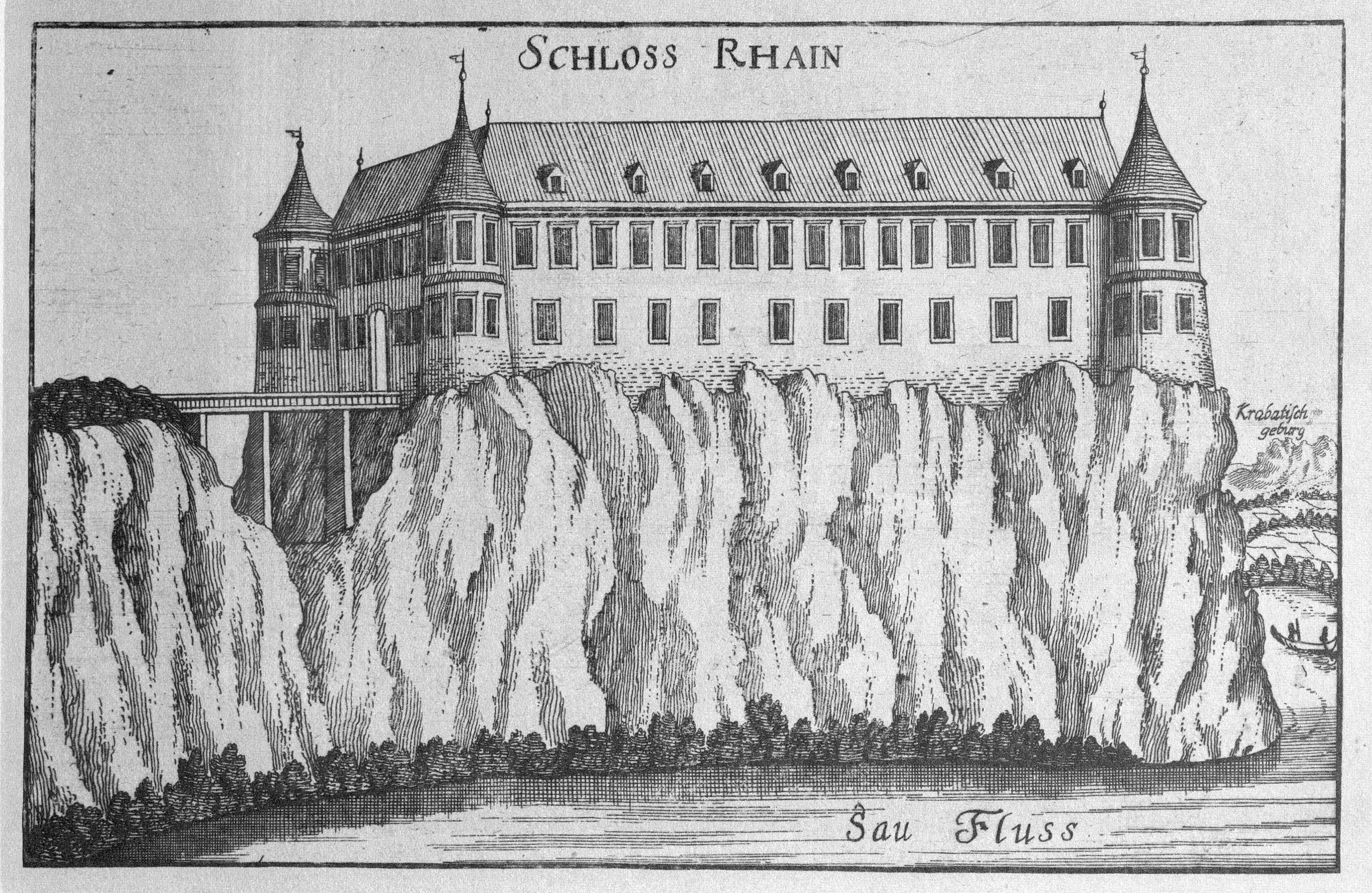
Брежичанський замок. Грав'юра Георга Маттеуса Вішера, 1681 рік

У 1479 р. район Брежице був втягнутий у війну між імператором Фрідріхом III і угорським королем Маттіасом Корвінусом; війська короля захопили замок у Зальцбурзького архієпископату і зайняли його, поки не був підписаний мирний договір 1491 року, після чого він був переданий Габсбургам.

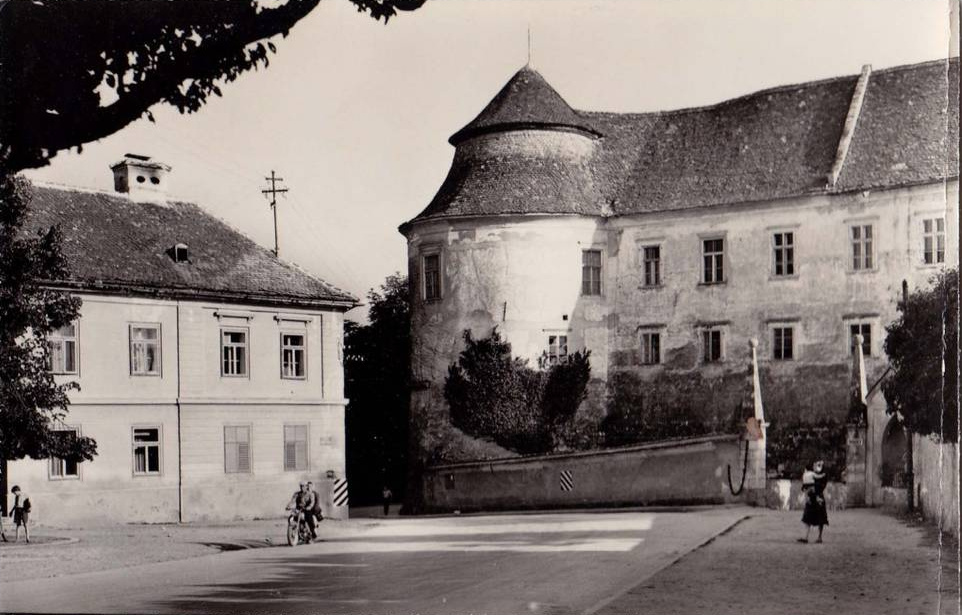
Брежичанський замок на початку 20 століття

Під час словенських селянських повстань 1515 р. місцеве дворянство Крайни звернулося за допомогою до бану Хорватії, який направив сили з лицарем Марком з Клису. В дорозі лицар захопив близько 500 дружин і дітей непокірних селян і продав їх у рабство в Хорватському Примор'ї. Сили 900 селян згодом зібралися в Брежице, чекаючи Марка, який спалив місто, а потім відійшов у замок, який розлючені повстанці штурмували, убили його і його дружинників перед тим, як спалити замок.
Замок ремонтувався до 1528 року, коли він знову згорів. Через посилення турецьких набігів Габсбурги почали програму швидкого будівництва, яка мала на меті укріпити прикордонну марку. 22 січня 1529 р. імператор Фердинанд I затвердив витрати на будівництво нового замку та укріплень міста на 3 000 флоринів. У період між 1530 і 1551 рр. італійські майстри знесли руїни старовинного замку і встановили основні елементи нинішньої споруди, чотири оборонні вежі, з'єднані подвійними оборонними стінами. Архітектори включали Джуліо Діспачьо з Мерану. У 1554/5 на замку працювали видатні будівельники ренесансу і брати Андреа і Доменіко дель'Алліо. Стела гербовнику, вбудована у фасад, стверджує, що ця робота була остаточно завершена на засів, коли на посаді був Франка Галл фон Галленштейшн у 1590 році.
Крім того, що замок пережив турецькі набігі, замок був єдиною фортецею в долині Нижньої Сави, який витримав інше селянське повстання 1573 року на чолі з Ілією Грегоричем. Кутові вежі були захищені трьома гарматами, що перешкоджали ближньому бою.

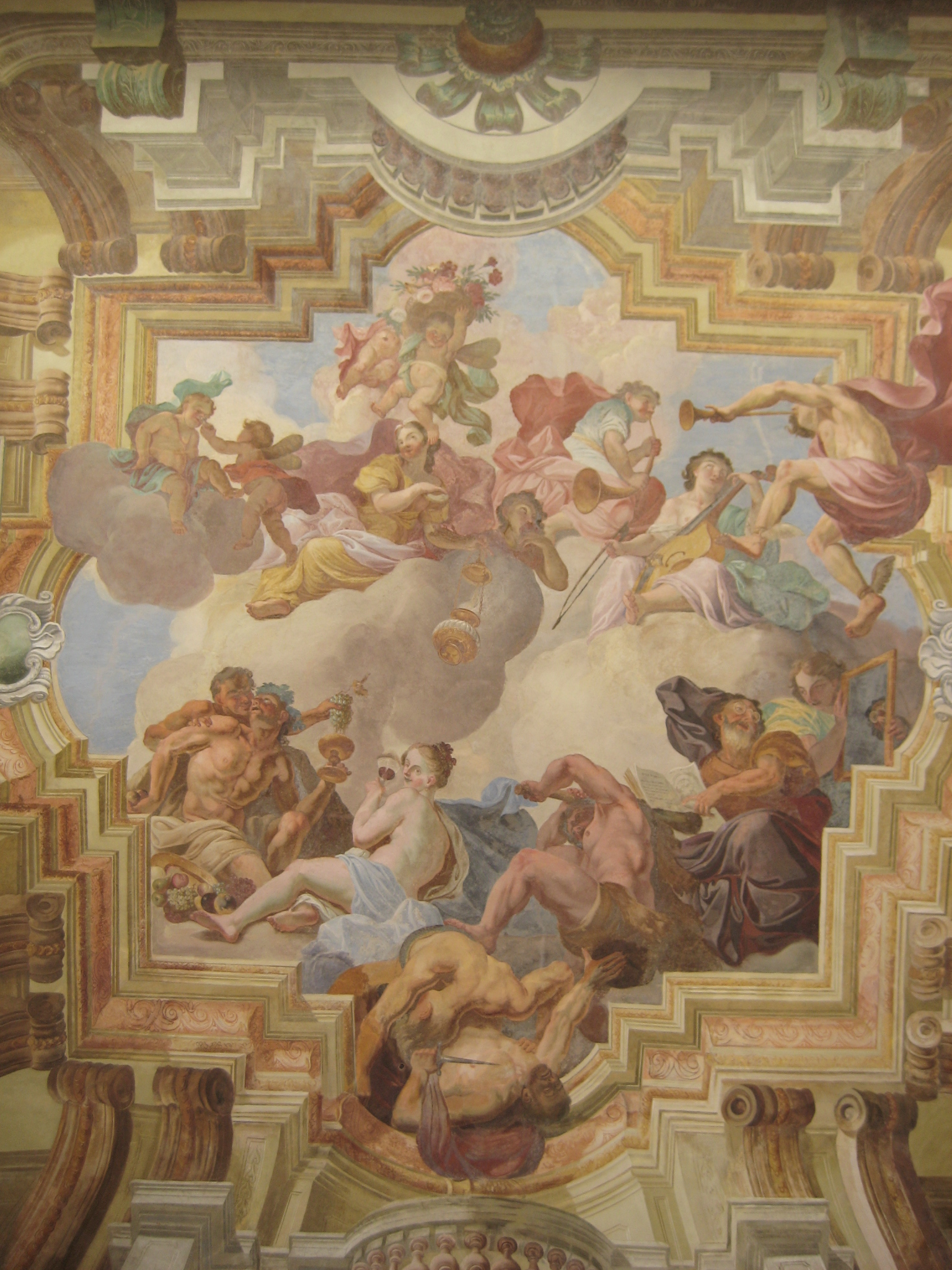
Фреска на стелі, великий зал.

У середині XVII століття замок перейшов з рук Галленштейнів до хорватського дворянського роду Франкопанів. Після смерті Юліанни Франкопан в 1694 році її спадкоємці продали замок графу Ігнац Марія Аттемс, який надав замку сучасні внутрішні прикраси, включаючи великі фрески тромплей. Зображення на стінах великого залу простежують розвиток архітектури з глибокої старовини через ренесанс, а на стелі - сцени з грецької міфології та римської міфології.
На додаток до заповнення ровів, під південним крилом була збудована тераса, що додала простір для садів. Близько 1720 року було реконструйоване західне крило, а також побудовані великі сходи і каплиця, стіни яких були прикрашені штирійським художником Франком Ігнацем Флюрером між 1715 та 1732 роками. Аттеми переробили дах замку в другій половині XVIII століття; на баштах з'явились мансардні дахи у той же час
Замок значно постраждав від землетрусу, який вразив місто Брежице 29 січня 1917 року під час Першої світової війни, коли великий зал служив військовим госпіталем. Графи Аттеми залишили маєток у своєї властності до його націоналізації в 1945 році; загалом володіли 251 рік.

## Сучасніть

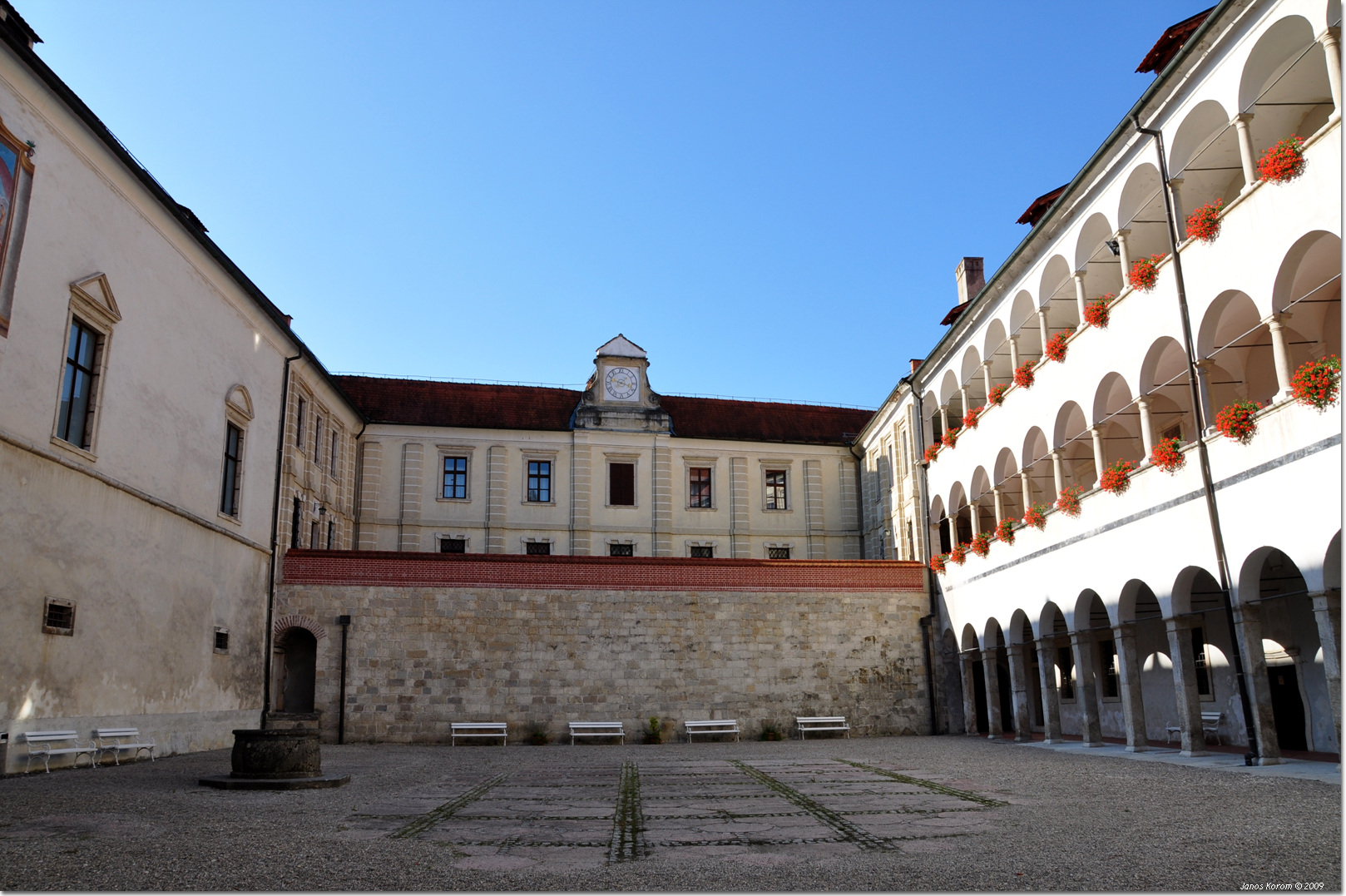
Внутрішній двір

Відразу після війни замок був розділений на квартири на 26 сімей. У 1949 році замок став домом Музею долини Нижньої Сави. Музей почався з першого директора Франьо Штіпловшака, який привіз експонати з міста Кршко (колекція Оманна); пізніше вони були розширені та розділені на археологічні, етнологічні та історичні виставки (останній акцент на селянському повстанні). Існує також галерея, яка зосереджується на іноземних і вітчизняних картинах маслом.
Замок є частим місцем проведення культурних заходів, включаючи концерти фестивалю Брежице. Великий зал також є популярним місцем для шлюбів. Підвал замку займає винний льох, Замковий Підвал (словен. Grajska Klet), з 1946 року. 
Менш відомим є використання замку, особливо мальовничого лицарського залу, як місця для зйомок ряду іноземних фільмів у період перед розпадом  Югославії. Найбільш відомими серед них є Джекі Чан в  Обладунках бога (1986), <, за яким йшов  The Dirty Dozen : The Deadly Mission  в 1987 році і   Розенкранц і Гільденстерн мертві  (1990). 
Замок розташований на південному кінці головної вулиці Брежиці. Час роботи: 8-14:30 у робочі дні, 10-14:00 у неділю та по святам.

## Архітектура
Замок є прекрасним прикладом ренесансного укріплення рівнини і зберігає трапецієподібне планування XVI-го століття. Записи свідчать, що будівництво відбувалося в три етапи: між 1530 і 1550 рр. склалася основна фортеця, з чотирма кутовими вежами, з'єднаними стінами; між 1567 і 1579 рр., коли були додані східні і західні тракти; і, нарешті, між 1586 і 1590 або 1601 роками, північний тракт і аркадні внутрішні проходи.
Структура має два поверхи, а також підвал вирізаний з скельної породи. В замку колись були рови і підйомний міст, але, незважаючи на те, що ланцюги підйомного мосту залишаються, обидва були зняті після того, як протягом століть течія Сави (яка заповнювала рів) відійшла протягом століть.
Характерні вигнуті двери є символ винного льоху замку. 

## Галерея

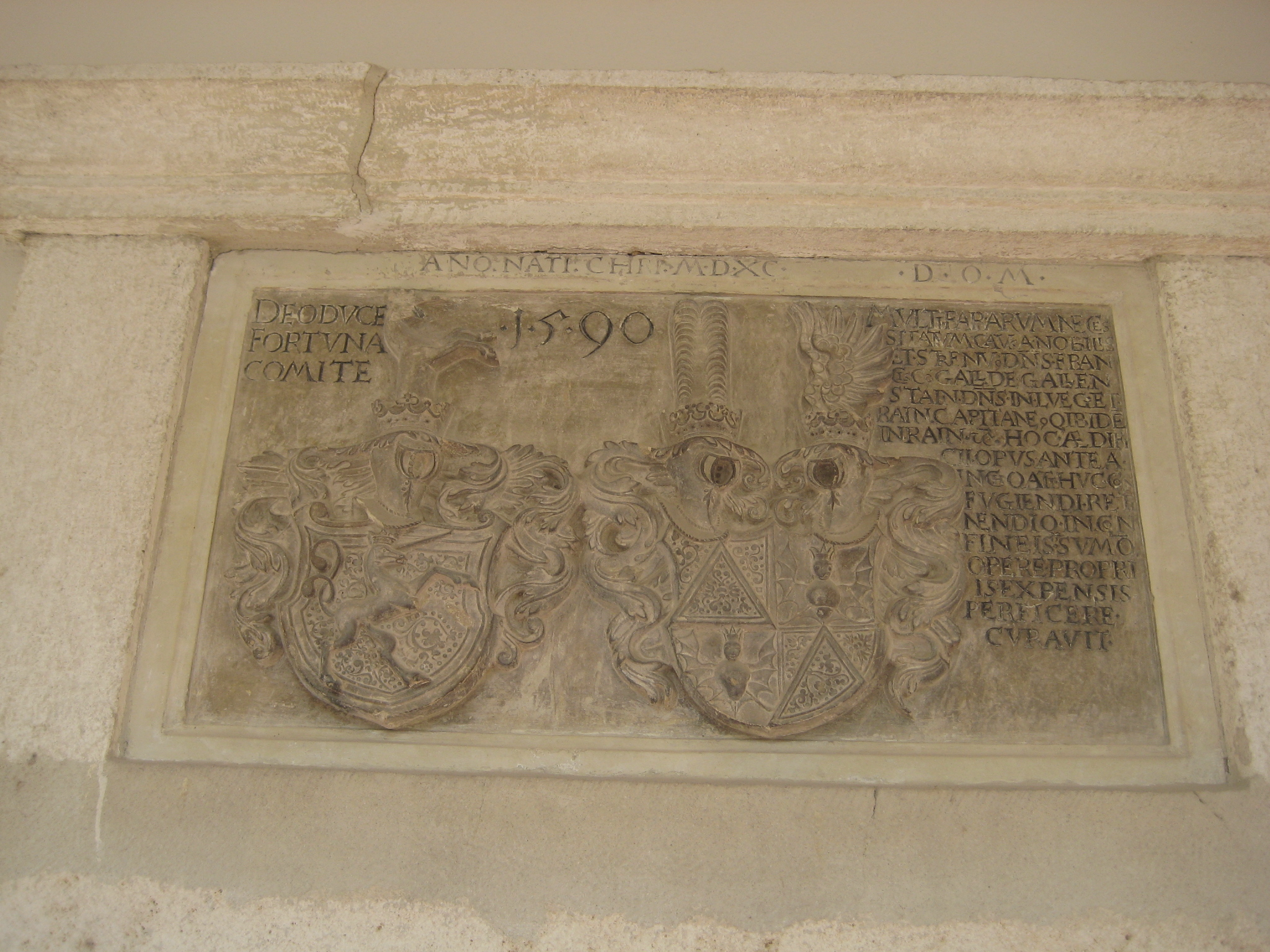
Стела гербовника
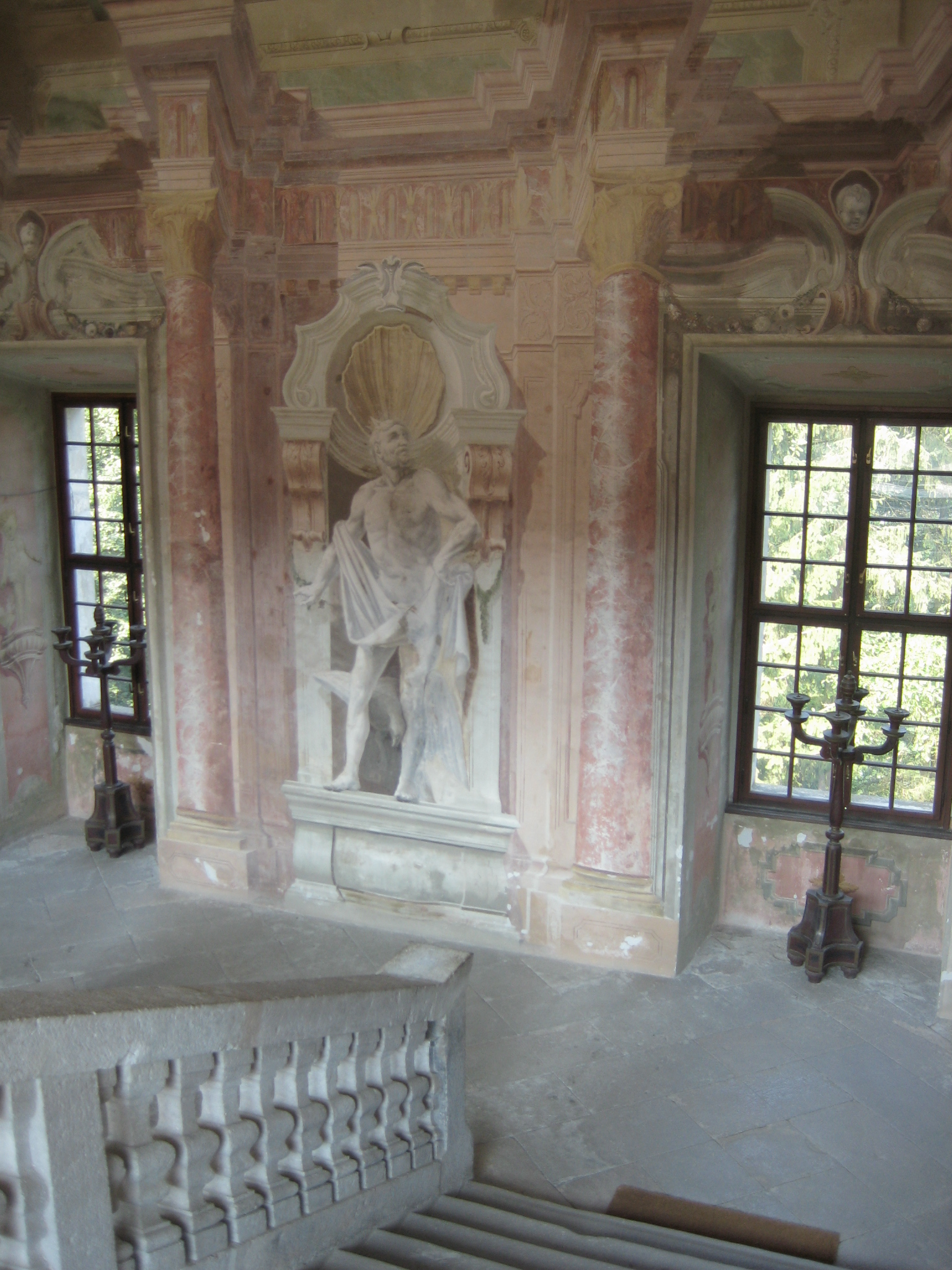
Фреска тромплею навпроти сходів
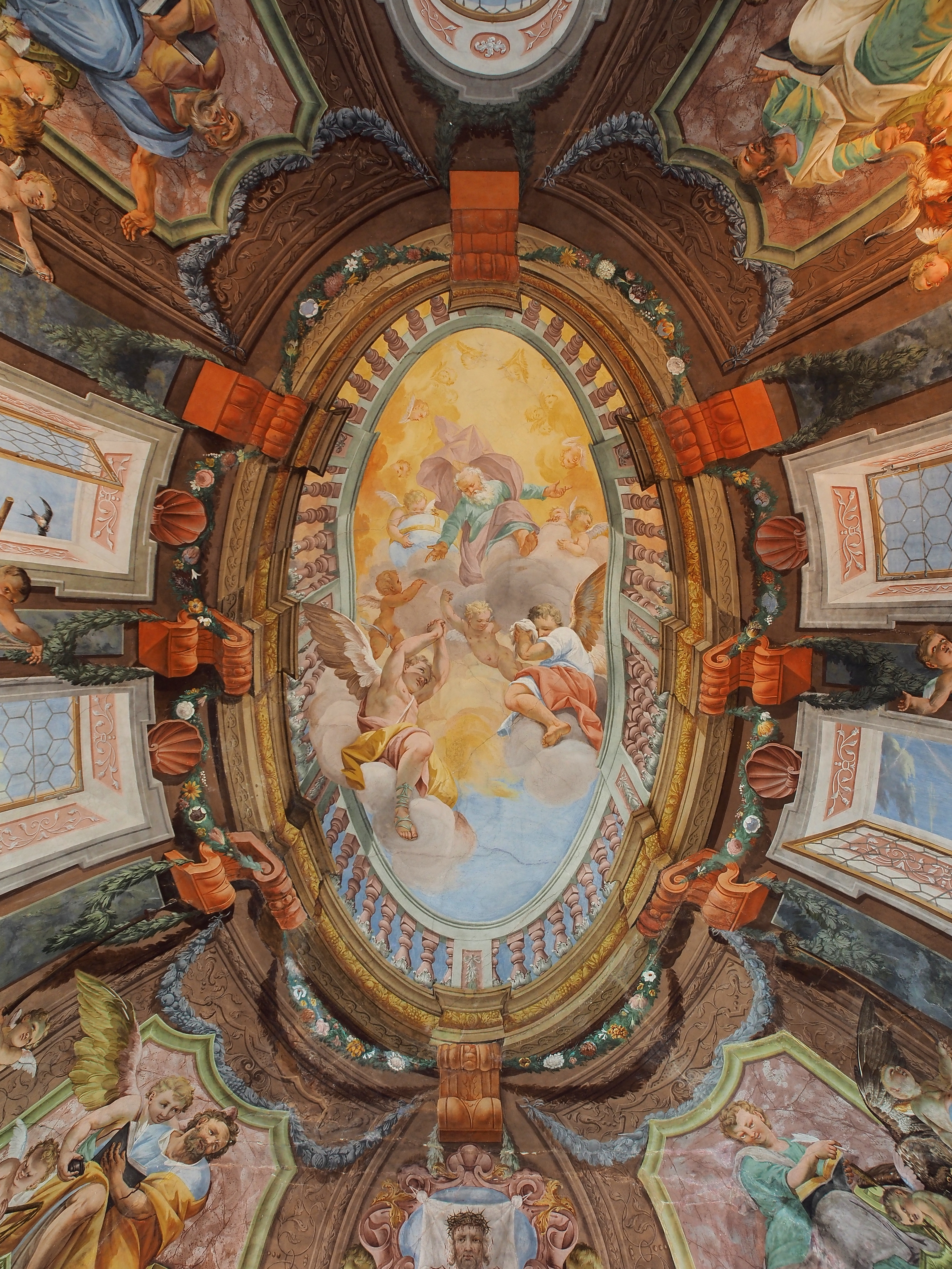
Фрески на стелі каплиці
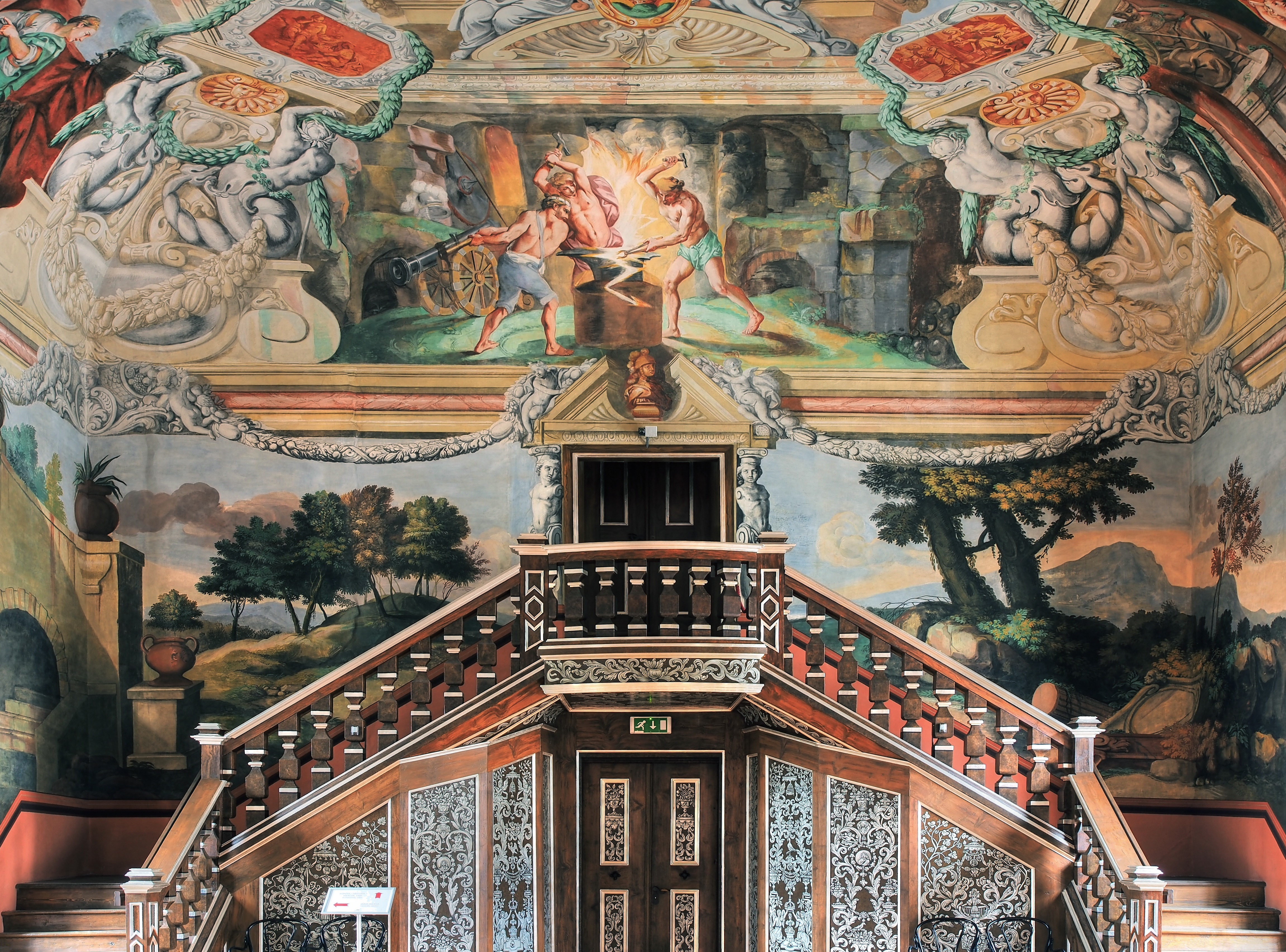
Північна стіна Лицарського залу
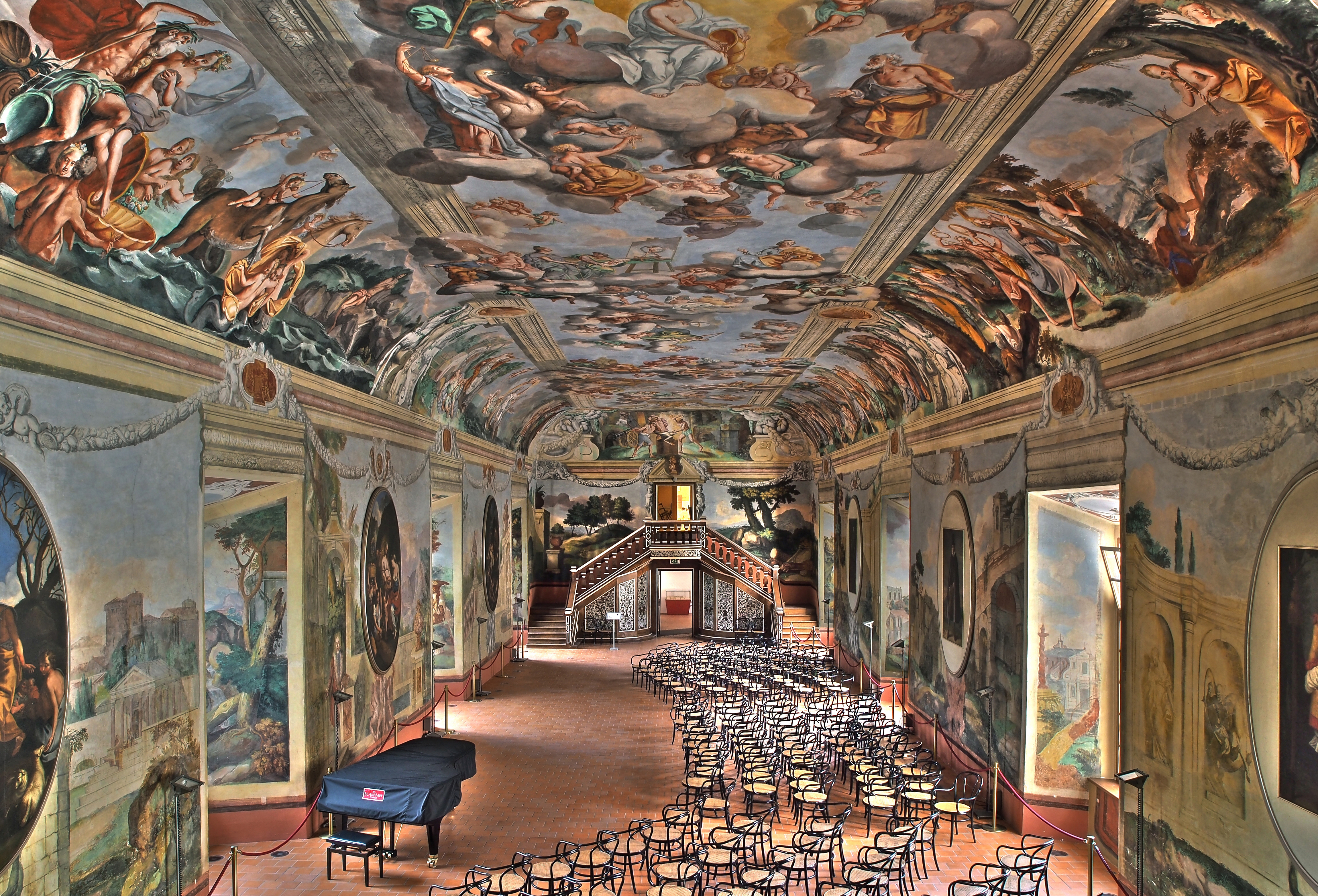
Лицарський зал.
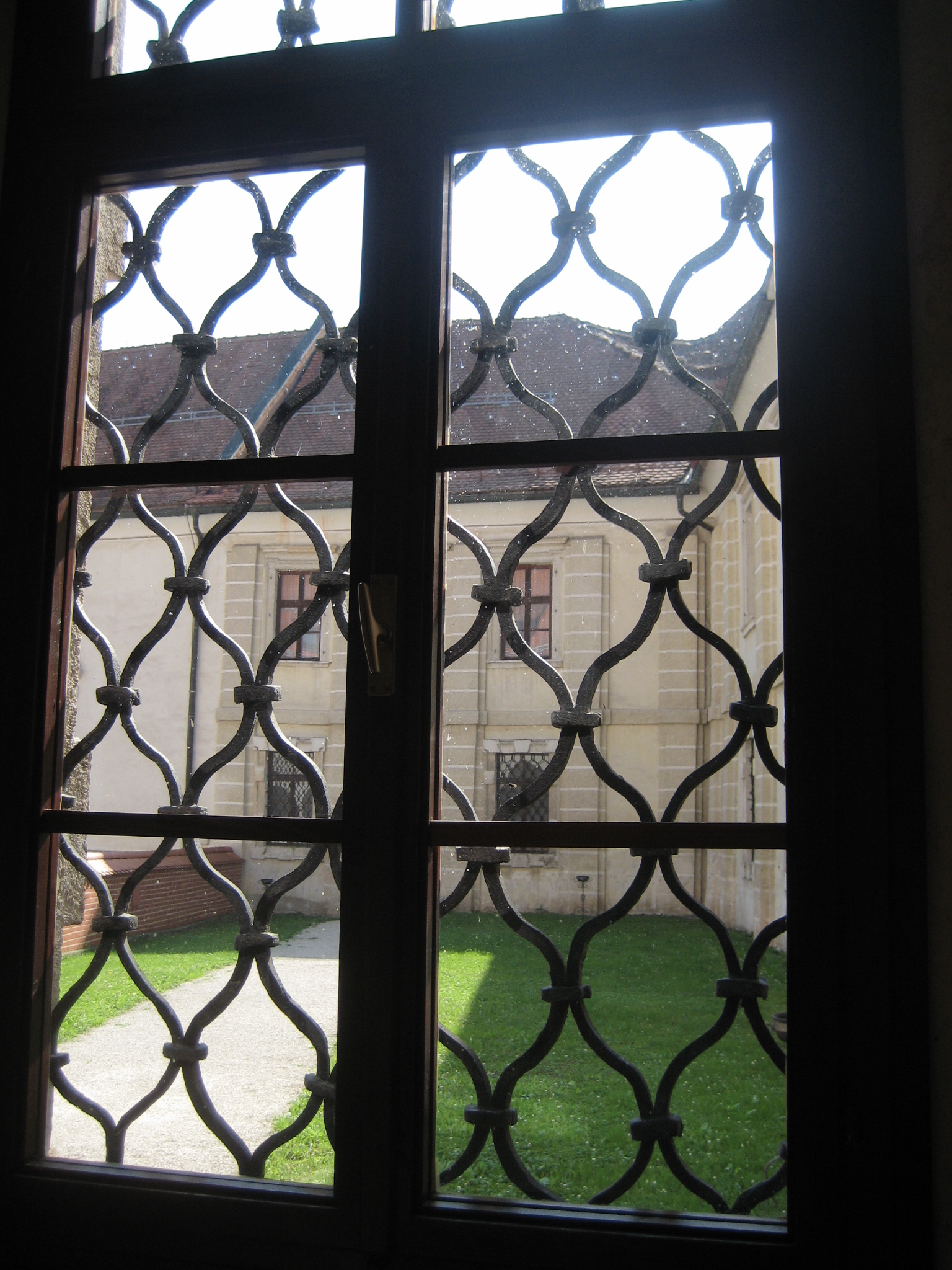
Вікно
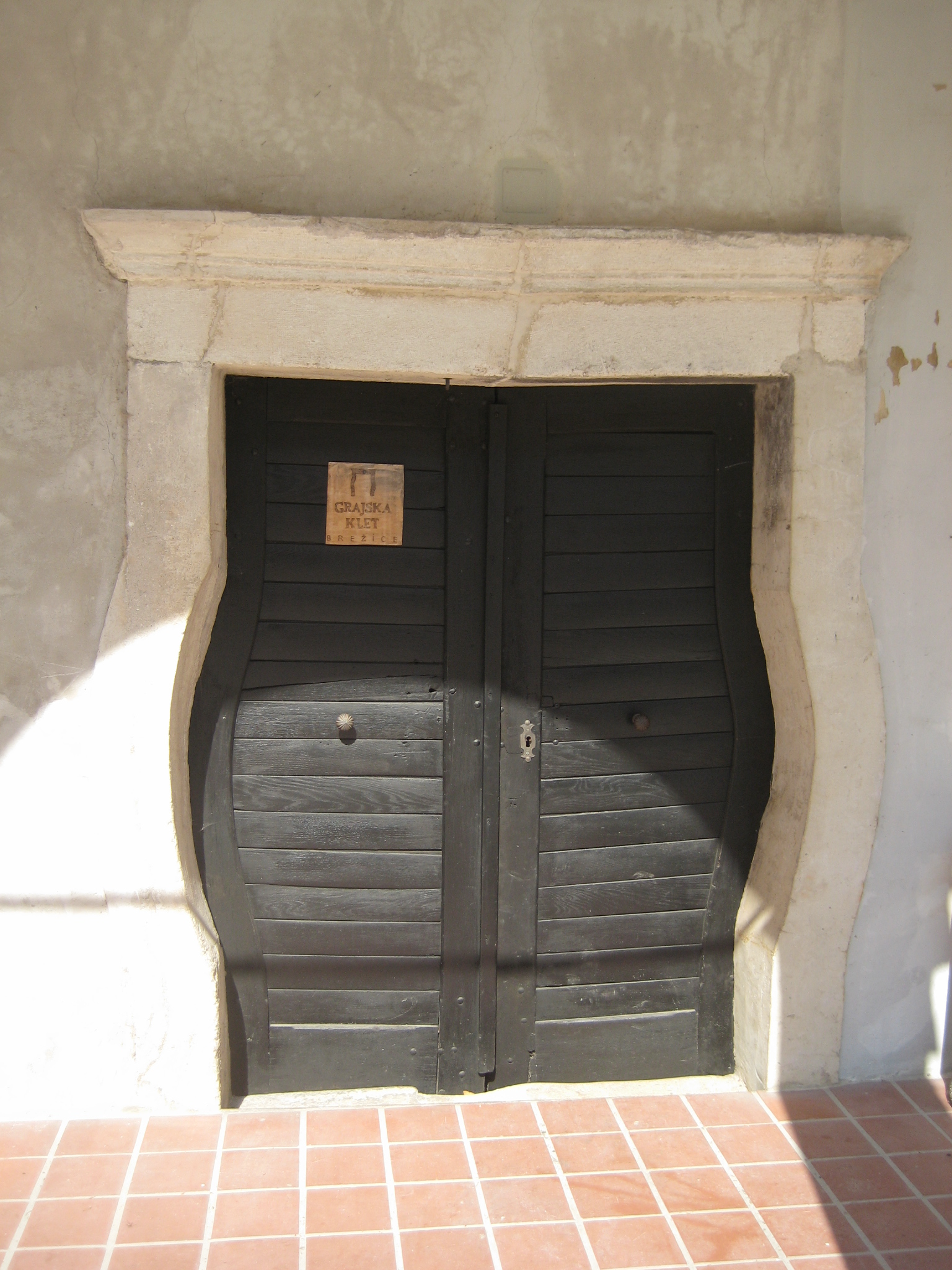
«Вигнуті» двері